# Diego de Almeyda

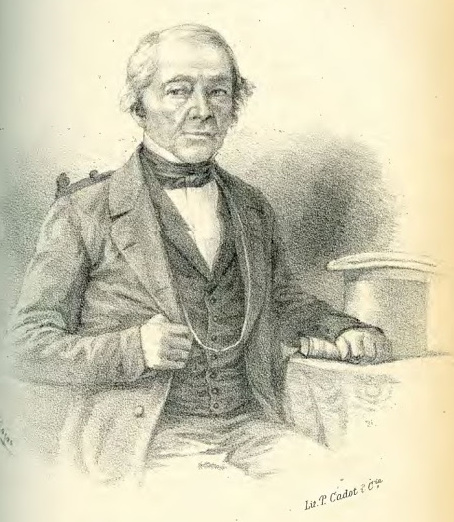
Diego de Almeyda
Grabado de Luis Fernando Rojas.

Diego de Almeyda de Aracena y Godoy (Copiapó, 1780-Santiago, 1856), patriota y explorador minero chileno.
Fue hijo de José Cayetano Almeyda, un noble portugués que había llegado a Chile en 1778 y que contrajo matrimonio con una joven de la ciudad de Coquimbo llamada María del Rosario Salas del Castillo y González con quién tuvo 10 hijos: María de los Dolores, Teodoro, Justa, Manuel, Antonio, María Aurora, Mercedes del Carmen, Aurora, Tomasa y Diego. Y también es abuelo de Diego Duble Almeyda. Sus padres se establecieron en la ciudad de Copiapó para dedicarse a la industria minera y explotar un yacimiento de cobre al interior de Tierra Amarilla.
El pequeño Diego realizó sus estudios en Copiapó, siendo joven se vinculó a la minería gracias a las actividades de su padre. Este hecho marcaría más adelante su vida.
Al morir su padre en el año 1805, la familia se trasladó a Valparaíso. En esta ciudad Diego se dedica a la actividad comercial de productos agrícolas que suministraba a los barcos que recalaban en el puerto para abastecerse. Se abastecía gracias a que poseía una propiedad agrícola cerca de la ciudad de Rancagua. En esta ciudad conoce a Rosario Salas del Castillo, con quien contrajo matrimonio y tuvo nueve hijos.
Durante los acontecimientos revolucionarios de 1810 formó parte del bando patriota y proveyó al ejército libertador, sin embargo, debido a los retrasos en los pagos su fortuna se vio seriamente afectada. Posteriormente fue apresado por los realistas, pero pudo escapar del barco que lo llevaba a la reclusión en el Archipiélago de Juan Fernández, y permaneció oculto hasta la victoria de Chacabuco en 1817. 
Gracias a sus aportes a la independencia de América, recibió el reconocimiento de "Ciudadano Americano Benemérito en grado Eminente" por parte del Gobierno del Perú.
Culminada la Independencia, se deshizo de sus negocios en Valparaíso y se trasladó a Copiapó junto a su esposa e hijos menores, convirtiéndose en uno de los más notorios e infatigables exploradores mineros del desierto de Atacama.
Diego de Almeyda falleció en la ciudad de Santiago el 6 de agosto de 1856 a la edad de 76 años.

## Carrera minera

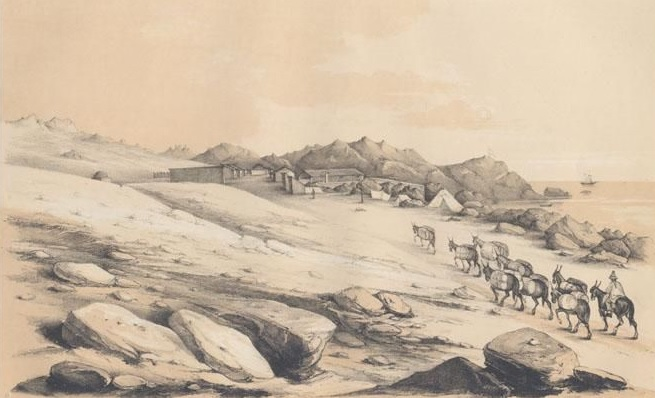
Aspecto de Chañaral de las Ánimas, durante el viaje al Desierto de Atacama que realizó Rodolfo Amando Philippi junto a Diego de Almeyda en 1853

Se instaló en una desértica caleta de pescadores changos a la cual llamó Caldera, desde este punto inició varias de sus expediciones hacia el norte por la costa y hacia el valle de Copiapó. Por este hecho se le considera el primer habitante de la actual ciudad de Caldera.
Exploró Atacama desde 1824. Muchos de los parajes del desierto fueron nombrados por él tales como "Las Ánimas", "Tránsito de las lechuzas", "Loma Seca", entre muchas otras.
En abril de 1827 realiza una expedición por la costa norte y descubre entre la caleta de Flamenco y Chañaral tres vetas de cobre y una de plata en un sector que llamó "Las Ánimas", este yacimiento lo explotaría más tarde con su socio británico Onofre Bunster. En este mismo período descubre una veta al interior del valle de Copiapó en el sector de "Punta Brava".
Con la idea de exportar los minerales de cobre de "Las Ánimas" funda el 26 de octubre de 1833 el Puerto de Chañaral de las Ánimas, su primer embarque lo realiza en un barco ballenero con rumbo a Europa. Por esto se le considera el fundador de la actual ciudad de Chañaral.
En 1833 salió de Copiapó y encontró un quebrada donde encontró yacimiento de cobre, al que llamó La Fortunata. Como cateador, descubrió los minerales de Taltal, Chañaral, Cachinal, San Bartolomé de Atacama, Lechuzas, Quebrada Seca, Quebrada Loa, Algarrobo, Punta Brava, Morado, Vaca Muerta y Bellavista del Roco, que le reportaron gran fortuna. 
Poseía un notable entusiasmo, recorría gran parte del desierto a pie, dormía donde lo encontrara la noche y en ocasiones cavaba su lecho en la arena, por estos motivos fue apodado cariñosamente por sus amigos como "El loco Almeyda".
Almeyda acostumbraba a llevar en sus viajes y expediciones al desierto sarmientos de higuera y semillas de árboles frutales que plantaba en las aguadas que encontraba en el desierto, esto con la finalidad de que los fatigados viajeros pudieran encontrar sombra y frutos en sus viajes. Aspecto por el cual también fue conocido.

Dios creó los desiertos y Diego de Almeyda sus oasis
Benjamín Vicuña Mackenna

En el año 1853 cuando don Diego de Almeyda ya contaba con 73 años, ejerció de guía del naturalista germano Rodolfo Armando Philippi, quien, a petición del Estado, reconoció las áridas tierras atacameñas. La expedición realizó un gran periplo que comenzó en Paposo, llegó a San Pedro de Atacama y retornó a Copiapó por el Camino del Inca.
El tramo del desierto entre Mejillones y San Pedro de Atacama demoró tan solo en doce días en esta expedición científica.

Don Diego de Almeida era un hombre de baja estatua con una cara muy llamativa, y tenía según sus propias palabras 73 años de edad, pero sus amigos estimaron su real edad a 90 años. Pero el era todavía bastante ágil y habiloso. Desde su juventud era minero, cateador y administrador, ganó todo su dinero en este rubro. Su fantasía estaba viva igual que de un jovencito, día y noche soñó de minas ricas, cuales deberían existir en el desierto, y en su mente ya tenía el segundo Potosí en este desierto.
Rodolfo Amando Philippi

Tras su muerte y como un homenaje póstumo a sus descubrimientos, el ingeniero Francisco J. San Román renombró a la sierra oriental de la Región de Antofagasta con el nombre Sierra de Almeyda. Esta sierra limita con la Provincia de Salta y la Provincia de Catamarca en Argentina y que se desprende desde el Volcán Socompa y termina cerca de la localidad de Tilopozo.